# Berouni járás

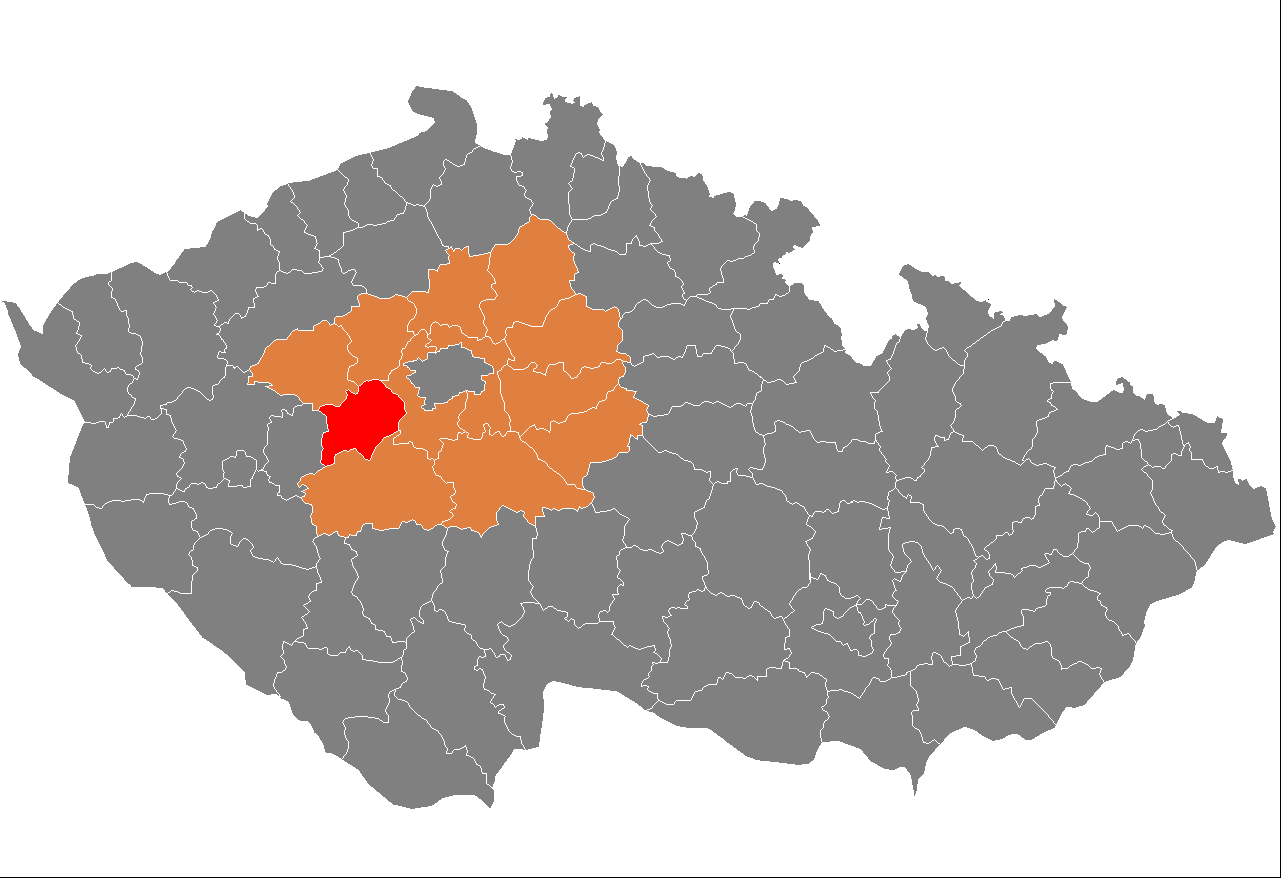
A Berouni járás

A Berouni járás (csehül: Okres Beroun) közigazgatási egység Csehország Közép-Csehországi kerületében. Székhelye Beroun. Lakosainak száma 78 458 fő (2007). Területe 661,91 km².

## Városai, mezővárosai és községei
A városok félkövér, a mezővárosok dőlt, a községek álló betűkkel szerepelnek a felsorolásban.

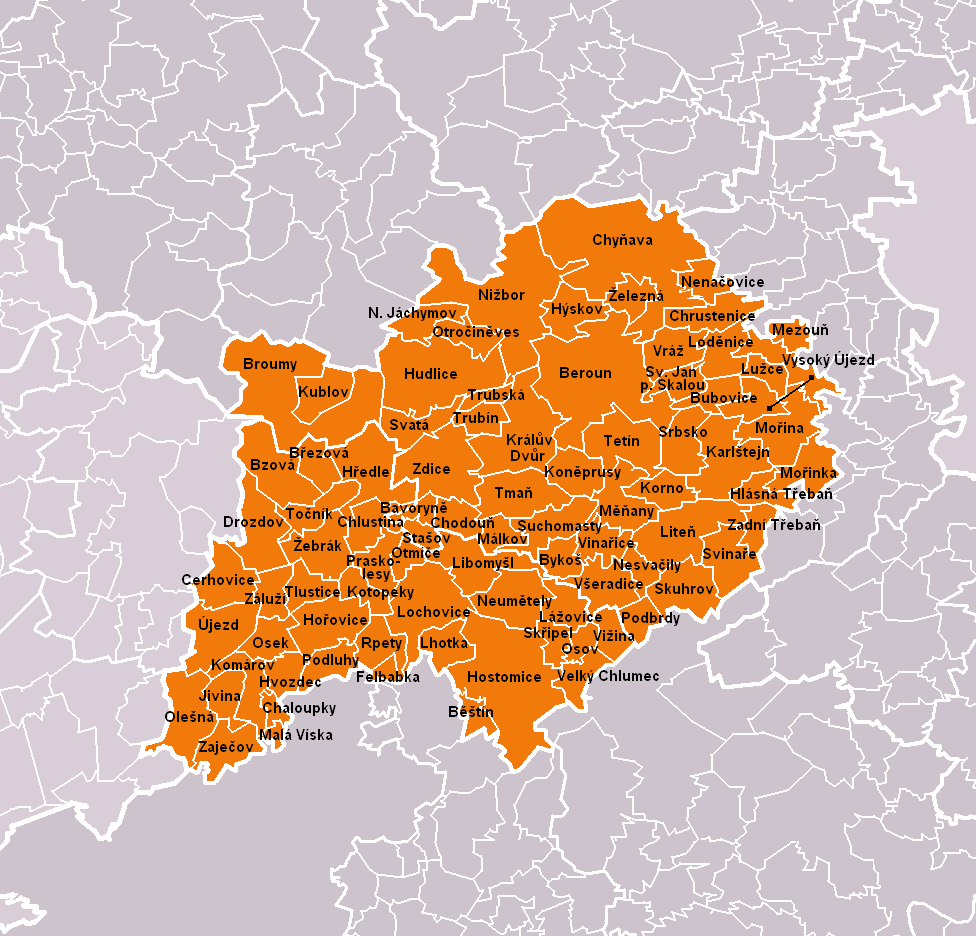
A Berouni járás városai és községei

Bavoryně •
Beroun •
Běštín •
Březová •
Broumy •
Bubovice •
Bykoš •
Bzová •
Cerhovice •
Chaloupky •
Chlustina •
Chodouň •
Chrustenice •
Chyňava •
Drozdov •
Felbabka •
Hlásná Třebaň •
Hořovice •
Hostomice •
Hředle •
Hudlice •
Hvozdec •
Hýskov •
Jivina •
Karlštejn •
Komárov •
Koněprusy •
Korno •
Kotopeky •
Králův Dvůr •
Kublov •
Lážovice •
Lhotka •
Libomyšl •
Liteň •
Lochovice •
Loděnice •
Lužce •
Malá Víska •
Málkov •
Měňany •
Mezouň •
Mořina •
Mořinka •
Nenačovice •
Nesvačily •
Neumětely •
Nižbor •
Nový Jáchymov •
Olešná •
Osek •
Osov •
Otmíče •
Otročiněves •
Podbrdy •
Podluhy •
Praskolesy •
Rpety •
Skřipel •
Skuhrov •
Srbsko •
Stašov •
Suchomasty •
Svatá •
Svatý Jan pod Skalou •
Svinaře •
Tetín •
Tlustice •
Tmaň •
Točník •
Trubín •
Trubská •
Újezd •
Velký Chlumec •
Vinařice •
Vižina •
Vráž •
Všeradice •
Vysoký Újezd •
Zadní Třebaň •
Zaječov •
Záluží •
Zdice •
Žebrák •
Železná

## Fordítás
- Ez a szócikk részben vagy egészben  a   Beroun District című angol Wikipédia-szócikk ezen változatának fordításán alapul.  Az eredeti cikk szerkesztőit annak laptörténete sorolja fel. Ez a jelzés csupán a megfogalmazás eredetét és a szerzői jogokat jelzi, nem szolgál a cikkben szereplő információk forrásmegjelöléseként.
- Ez a szócikk részben vagy egészben  az   Okres Beroun című cseh Wikipédia-szócikk ezen változatának fordításán alapul.  Az eredeti cikk szerkesztőit annak laptörténete sorolja fel. Ez a jelzés csupán a megfogalmazás eredetét és a szerzői jogokat jelzi, nem szolgál a cikkben szereplő információk forrásmegjelöléseként.